# Cosmarium spinuliferum
Cosmarium spinuliferum là một loài Song tinh tảo trong họ Desmidiaceae, thuộc chi Cosmarium.